# Harold Robert Montgomery
Harold Robert Montgomery CMG (* 8. Mai 1884 in Kennington; † 17. Mai 1958 in Kiambu, Kronkolonie Kenia) war ein britischer Kolonialbeamter in dem Protektorat Britisch-Ostafrika und der später daraus hervorgegangenen Kronkolonie Kenia.

## Leben
Harold Robert Montgomery wurde in Kennington geboren, wo sein Vater, der spätere anglikanische Bischof von Tasmanien, Henry Hutchinson Montgomery (1847–1932), von 1879 bis 1889 Vikar der Pfarrgemeinde St Mark's war. Montgomery war das älteste von neun Kindern aus dessen Ehe mit Maud Farrar (1864–1949), der drittältesten Tochter des anglikanischen Geistlichen Frederic William Farrar (1831–1903). Zu seinen vier jüngeren Brüdern zählten unter anderem der später Generalfeldmarschall Bernard Montgomery (1887–1976) und der spätere Heeresoffizier und Biograf Brian Montgomery (1903–1989).
Er besuchte die King’s School, Canterbury. Danach trat er der Imperial Yeomanry, einem berittenen Freiwilligenverband der britischen Armee bei und brach nach Afrika auf. Er erreichte Kapstadt wenige Monate vor Ende des Zweiten Burenkrieges. Als sein Regiment wieder heimkehren sollte, trat Montgomery, zu diesem Zeitpunkt im Rang eines Second Lieutenant, aus der Armee aus. Montgomery hatte Gefallen an Afrika gefunden. Noch am Tag seines Armeeaustrittes trat er der South African Constabulary, einer paramilitärischen Polizeitruppe, zur militärischen Kontrolle der besetzten Burenrepubliken, bei. Dort diente er von 1902 bis 1907. Anschließend ging er nach Britisch-Ostafrika, wo er eine Karriere im Colonial Service des Protektorates einschlug, und wurde Assistant District Commissioner. 1914 wurde er District Commissioner und 1928 schließlich Provincial Commissioner.
Am 28. August 1934 wurde er Acting Chief Native Commissioner und am 8. Dezember desselben Jahres wurde er Chief Native Commissioner. Am 7. Januar 1935 legte er das Amt des Provincial Commissioner von Nyanza nieder. Das Amt des Chief Native Commissioner bekleidete er die nächsten drei Jahre. Während des Zweiten Weltkrieges war er Deputy Director of Manpower in der Kronkolonie Kenia.
Des Weiteren gehörte Montgomery dem Executive Council und für viele Jahre auch dem Legislative Council der Kronkolonie Kenia an. In letzterem war er zuletzt nominiertes Mitglied für die Interessen der afrikanischen Bevölkerung. Montgomery war ebenfalls Vorsitzender des Transport Licensing Board und der Forest Boundary Commission.
Montgomery heiratete 1927 Ursula Montgomery (geborene Johnson) († 1937), die Witwe seines Cousins Neville Montgomery (1885–1917), dem zweitjüngsten Sohn von Montgomerys Onkel Ferguson John Montgomery (1852–1936). Neville Montgomery war 10 Jahre zuvor während des Ersten Weltkrieges, als er in der Canadian Expeditionary Force diente, in Frankreich gefallen. 1931 ging aus der Ehe ein Sohn hervor. 1937 verwitwet, heiratete Montgomery 1941 die Witwe Betty Galton-Fenzi. Er starb 1958 im Alter von 74 Jahren und wurde auf dem Kirchfriedhof der St Paul Church in Kiambu beigesetzt.

## Auszeichnungen
- Companion des Order of St Michael and St George (1936)[17]